# Moon Martin
John David „Moon“ Martin (* 31. Oktober 1945 in Altus, Oklahoma; † 11. Mai 2020 in Encino, Kalifornien) war ein US-amerikanischer Sänger und Songwriter.

## Leben
Seine Karriere begann Martin als Rockabilly-Musiker. In den 1970er Jahren wurde er als Pop-Sänger und Komponist bekannt. Moon Martin erhielt seinen Spitznamen kurz nach der Auflösung der Band Southwind, als er bei Tag arbeitete und nachts im Mondschein textete und komponierte, aber auch, weil der Mond oft Gegenstand in seinen Songtexten war, wie er in einem Interview mit dem Musikexpress erzählte. 
Er wurde vor allem als Komponist und Texter der Songs Bad Case of Lovin’ You (Doctor, Doctor), gesungen von Robert Palmer, und Cadillac Walk, gesungen von Willy DeVille, bekannt. Die vor allen Dingen in den 1960er Jahren erfolgreiche Gruppe The Association hatte mit einer seiner Kompositionen, Dreamer, 1981 noch einmal einen kleinen Hit. Moon selbst hatte kleinere Hits mit Rolene, No Chance (1979), Love Gone Bad (1981) und X-Ray Vision (1982). Zu seinen weiteren bekannten Songs zählt insbesondere Bad News aus seinem dritten Album Street Fever. 1983 nahm Bette Midler seinen für ihr Repertoire ungewohnt rockigen Song My Eye on You für ihr Album No Frills auf. Martin starb 2020 im Alter von 74 Jahren im kalifornischen Encino.

## Diskografie

### Studioalben
| Jahr | Titel                  | Höchstplatzierung, Gesamtwochen, AuszeichnungChartsChartplatzierungen (Jahr, Titel, Platzierungen, Wochen, Auszeichnungen, Anmerkungen) | Anmerkungen                |
| Jahr | Titel                  | US | Anmerkungen                |
| ---- | ---------------------- | --- | -------------------------- |
| 1979 | Escape from Domination | US80 (11 Wo.)US | Erstveröffentlichung: 1979 |
| 1980 | Street Fever           | US138 (15 Wo.)US | Erstveröffentlichung: 1980 |

Weitere Veröffentlichungen
- 1978: Shots from a Cold Nightmare
- 1982: Mystery Ticket
- 1985: Mixed Emotions
- 1992: Dreams on File
- 1993: Cement Monkey
- 1993: Bad News Live
- 1995: Lunar Samples
- 1999: Louisiana Juke-Box
- 1999: The Very Best Of

### Singles
| Jahr | Titel Album                      | Höchstplatzierung, Gesamtwochen, AuszeichnungChartsChartplatzierungen (Jahr, Titel, Album, Platzierungen, Wochen, Auszeichnungen, Anmerkungen) | Anmerkungen                        |
| Jahr | Titel Album                      | US | Anmerkungen                        |
| ---- | -------------------------------- | --- | ---------------------------------- |
| 1979 | Rolene Escape from Domination    | US30 (11 Wo.)US | Erstveröffentlichung: August 1979  |
| 1979 | No Chance Escape from Domination | US50 (7 Wo.)US | Erstveröffentlichung: Oktober 1979 |